# WDR 3

Logo hasta el 4 de abril de 2014

WDR 3 es la emisora cultural de la WDR, en donde se emite música clásica e internacional, que nace el 29 de abril de 1964 con el objetivo de proporcionar una importante programación cultural al estado de Renania del Norte-Westfalia. Inicialmente fue una emisora enfocada en la información, pero con el paso del tiempo cambia su enfoque a programas culturales y música internacional, proceso que se completa hacia finales de los años 80, cuando transfiere sus espacios a WDR 5.
Uno de sus programas más importantes es Resonanzen, donde se hace tertulias y discusiones sobre el tema del día.

## Reforma de programación de 2005
Para mejorar los espacios culturales de la emisora, se hizo la reubicación de dos de sus programas emblema, Resonanzen y Mosaik, a los horarios de las 18:00 a 20:00 y de las 06:00 a 09:00 respectivamente. Adicionalmente el programa de comentarios políticos Politikum se traslada a la WDR 5, centrándola más en contenidos culturales.  